# كيفي اعظمي
كيفي اعظمي (مواليد أطهرحسين رضوي 14 يناير 1919-10 مايو 2002) كان شاعرا من الأردية والهندية. يُذكر بأنه الشخص الذي جلب الأدب الأردية إلى الأفلام الهندية. شارك مع بيرزادا قاسم وجون إيليا وآخرين في العديد من جلسات شعر لا تنسى. زوجته الممثلة المسرحية والسينمائية شوكت كيفي . ولد اعظمي إلى الشيعة مسلم الأسرة في قرية من منطقة أعظم كره من ولاية اوتار براديش.